# أوستين كلارك
أوستن لويد كلارك (18 فبراير 1896 - 29 يناير 1945) هو سياسي سابق في مانيتوبا بكندا. خدم في الهيئة التشريعية لمانيتوبا كممثل ليبرالي تقدمي من عام 1941 إلى عام 1945.
ولد كلارك في كورنوال، أونتاريو لعائلة تعود أصولها للمهاجرين الموالين للإمبراطورية المتحدة. تلقى تعليمه في كورنوال، وانتقل بعد ذلك إلى مانيتوبا.
عمل كلارك كمدير مبيعات، وكان يملك شركته الخاصة. وكذلك دوري مانيتوبا للسيارات. خدم في المجلس البلدي لسانت فيتال وكان عمدة من عام 1938 إلى عام 1941، وكان نشطًا أيضًا في الماسونية.
انتخب في الهيئة التشريعية في مانيتوبا في انتخابات المحافظات لعام 1941،  متغلبًا على مرشح اتحاد الكومنولث التعاوني إدوين هانسفورد في دائرة سانت بونيفاس. في البرلمان، كان كلارك مؤيدًا قويًا لحكومتي جون براكين وستيوارت جارسون.
توفي في منصبه عام 1945.